# Abraham Śladkowski
Abraham Jan Jacek Śladkowski (Chełm, 1581 – Lublino, prima del novembre 1643) è stato un vescovo cattolico polacco.

## Biografia
Nacque nel 1581 a Chełm, membro della nobile famiglia degli Sładkowski (o Śladkowski). La sua carriera ecclesiastica si distinse per il suo impegno nella predicazione e nella teologia, e per i ruoli ricoperti all'interno dell'Ordine dei frati predicatori. Ottenuto il licenziato in teologia, fu autore di un compendium teologico, che rifletteva la sua profonda conoscenza delle scritture e della dottrina cristiana.
Śladkowski ricoprì vari incarichi significativi all'interno della Chiesa polacca. Fu parroco a Sawin fino al 1630 e successivamente divenne preposito delle chiese di Belz e di Hrubieszów (mantenendo entrambi questi ruoli fino alla sua morte, nel 1643). Inoltre fu canonico della cattedrale di Chełm dal 1626 al 1631, nonché preposito della cattedrale di Krasnystaw dal 1631 al 1643.
Nel 1622, su richiesta del vescovo di Chełm Maciej Łubieński, venne nominato vescovo titolare di Citro e, contestualmente, primo vescovo suffraganeo della diocesi di Chełm. Tra il 1640 e il 1642 assunse anche il ruolo di amministratore della diocesi di Chełm, un compito che comportava la supervisione delle attività pastorali e amministrative della diocesi in un periodo di incertezze politiche e sociali.
Morì in data antecedente al 1º novembre 1643 a Lublino.

## Genealogia episcopale
La genealogia episcopale è:
- Arcivescovo Jakub Uchański
- Arcivescovo Stanisław Karnkowski
- Cardinale Bernard Maciejowski
- Vescovo Marcin Szyszkowski
- Arcivescovo Maciej Łubieński
- Vescovo Abraham Śladkowski, O.P.